# Hôpital Lozère
 (juin 2018).
L'Hôpital Lozère (anciennement Centre hospitalier de Mende) est un hôpital général, situé dans le département de la Lozère. 
Il est constitué de deux principaux sites : le site Vallée du Lot, à Mende et le site Gévaudan, à Marvejols.
L'Hôpital Lozère est le principal pôle hospitalier de Lozère, et l'établissement support du GHT Lozère.  

## Histoire
L'hôpital est inauguré le 15 avril 1970, sous le nom de Centre hospitalier de Mende.

## Organisation
Il compte en 2018 352 lits et assure les soins dans les spécialités de médecine, chirurgie, gynécologie-obstétrique, urgences, pédiatrie, néonatologie, oncologie et réanimation. Il dispose de 7 salles d'interventions chirurgicales, et d'un plateau technique performant en imagerie médicale, et d'un laboratoire d'analyse de biologie médicale.
L'hôpital Lozère est également le siège du SAMU 48, et dispose d'un SMUR avec un héliport, permettant de recevoir les urgences par voie aérienne et le transfert de patients vers le CHU de Montpellier.

## Activité[1]
[Passage à actualiser]
- Budget en 2010 : 38 millions d'euros
- Nombre de personnels en 2010 :  650 Agents et 85 Médecins

Activité en 2010 :
| Nombre de naissances             | 529       |
| Nombre d'entrées                 | 9 772     |
| Nombre de Consultations Externes | 34 943    |
| Nombre de passages aux Urgences  | 17 448    |
| Nombre d'interventions au Bloc   | 3 991     |
| Nombre d'examens de Laboratoire  | 8 714 072 |
| Nombre d'examens de Radiologie   | 36 067    |

## Formations
L'hôpital est rattaché à un Institut universitaire de formation en soins infirmiers.[Depuis quand ?]